# Saint-Marsal
Saint-Marsal (katalanisch Sant Marçal) ist eine französische Gemeinde mit 73 Einwohnern (Stand 1. Januar 2022) im Département Pyrénées-Orientales in der Region Okzitanien. Sie gehört zum Arrondissement Céret und zum Kanton Le Canigou.

## Geographie
An der östlichen Gemeindegrenze verläuft das Flüsschen Ample.
Nachbargemeinden von Saint-Marsal sind Prunet-et-Belpuig im Norden, Calmeilles im Nordosten, Taillet im Osten, Montbolo im Südosten, Taulis im Süden, Corsavy im Südwesten und La Bastide im Westen.

## Bevölkerungsentwicklung
| Jahr      | 1962 | 1968 | 1975 | 1982 | 1990 | 1999 | 2013 |
| Einwohner | 135  | 117  | 108  | 104  | 77   | 85   | 93   |

## Sehenswürdigkeiten
- Kirche von Saint-Marsal
- Tour de Batère